# Station Tanakura
Station Tanakura (棚倉駅, Tanakura-eki) is een spoorwegstation in de Japanse stad  Kizugawa. Het wordt aangedaan door de Nara-lijn. Het station heeft twee sporen, gelegen aan twee zijperrons.

## Treindienst

### JR West
| 1 | ■ Nara-lijn | richting Uji en Kioto |
| 2 | ■ Nara-lijn | richting Kizu en Nara |

## Geschiedenis
Het station werd in 1896 geopend.

## Stationsomgeving
- Kaniman-tempel
- Yamashiro-bibliotheek
- Fudō-rivier

Kioto · Tōfukuji · Inari · JR Fujinomori · Momoyama · Rokujizō · Kohata · Ōbaku · Uji · JR Ogura · Shinden · Jōyō · Nagaike · Yamashiro-Aodani · Yamashiro-Taga · Tamamizu · Tanakura · Kamikoma · Kizu (Narayama · Nara)